# Amsterdam (Missouri)
Amsterdam is een city in Bates County in de staat Missouri in de Verenigde Staten van Amerika. Volgens het volkstellingenbureau van de Verenigde Staten van Amerika telde het stadje in 2000 281 inwoners en besloeg het 1.5 km².

## Plaatsen in de nabije omgeving
De onderstaande figuur toont nabijgelegen plaatsen in een straal van 16 km rond Amsterdam.